# Drömme
Drömme – miejscowość (småort) w Szwecji w gminie Örnsköldsvik w regionie Västernorrland. Około 53 mieszkańców.